# Corendon Airlines Europe
Corendon Airlines Europe (afgekort CXI) is een zusteronderneming van de Turkse luchtvaartmaatschappij Corendon Airlines. Corendon Airlines Europe heeft in de zomer van 2017 haar eerste vlucht uitgevoerd.

## Eerste vlucht
Het eerste toestel met vliegtuigregistratienummer "9H-TJG" is afkomstig van de moedermaatschappij. Op vrijdag 26 mei 2017 werd de eerste vlucht uitgevoerd naar Napels.

## Vloot
| Type           | Reg.   | Aflevering | Kleurenschema                    | Bijzonderheden                                                                  |  |
| -------------- | ------ | ---------- | -------------------------------- | ------------------------------------------------------------------------------- |  |
| Boeing 737-800 | 9H-TJG | 23-05-2017 | voorzien van nieuw corendon logo | maakte de eerste vlucht voor de maatschappij naar Napels op Vrijdag 26 mei 2017 |  |
| Boeing 737-800 | 9H-TJA | 21-03-2010 | voorzien van nieuw corendon logo | Ex: Turkish Airlines                                                            |  |
| Boeing 737-800 | 9H-TJB |            |                                  |                                                                                 |  |
| Boeing 737-800 | 9H-TJC |            |                                  |                                                                                 |  |